# Port lotniczy George
Port lotniczy George (IATA: GRJ, ICAO: FAGG) – międzynarodowy port lotniczy położony w George, w Prowincji Przylądkowej Zachodniej.

## Linie lotnicze i połączenia
| Linia Lotnicza | Kierunek                                              |
| -------------- | ----------------------------------------------------- |
| Airlink        | 1. Kapsztad 2. Johannesburg                           |
| CemAir         | 1. Bloemfontein 2. Kapsztad 3. Durban 4. Johannesburg |
| FlySafair      | 1. Johannesburg                                       |